# Bombardier E-11 BACN
El Bombardier E-11A es una versión militarizada del jet ejecutivo Bombardier Global 6000, utilizado principalmente por la Fuerza Aérea de los EE. UU. para portar el sistema Battlefield Airborne Communications Node (BACN). Este sistema BACN convierte al E-11A en una "pasarela de comunicaciones aérea", permitiendo la interoperabilidad entre unidades militares que de otro modo no podrían comunicarse entre sí debido a diferencias en sus sistemas de radio o Datalink.

## Desarrollo
El desarrollo del Bombardier E-11A comenzó a partir de la plataforma de avión ejecutivo Bombardier Global Express un avión de largo alcance y alto rendimiento diseñado originalmente para el mercado civil. La Fuerza Aérea de los EE. UU. vio el potencial en este tipo de aeronave debido a su capacidad para volar largas distancias, a gran altitud, y con una gran autonomía. Esta combinación resultaba ideal para misiones de comunicaciones sobre zonas de conflicto, especialmente en terrenos complicados como montañas, donde las comunicaciones terrestres pueden verse obstaculizadas.

### El papel del E-11A
A finales de los años 2000, la Fuerza Aérea necesitaba una solución para mejorar las comunicaciones en Afganistán, donde las montañas interferían con las señales de radio. Fue entonces cuando se desarrolló el concepto del Battlefield Airborne Communications Node (BACN), un sistema que actúa como un nodo de comunicaciones aéreo para conectar distintas unidades en el campo de batalla, incluidas las fuerzas terrestres, aéreas y navales, que utilizan diferentes sistemas de radio.

### Integración del BACN
La integración del sistema BACN en un avión civil como el Bombardier Global Express fue una decisión estratégica debido a su gran autonomía de vuelo (más de 11 000 km) y su capacidad para operar a altitudes de hasta 51,000 pies. La modificación incluyó la instalación de equipos de comunicaciones avanzados y enlaces de datos seguros, convirtiendo el avión en una herramienta vital para las operaciones militares modernas.

### Desarrollo y despliegue
El primer E-11A modificado comenzó a volar en 2008, y desde entonces ha jugado un papel crucial en operaciones en Afganistán, donde las fuerzas estadounidenses y aliadas utilizan el avión para mantener comunicaciones seguras y estables en un entorno geográfico difícil. La Fuerza Aérea de los EE. UU. tiene una pequeña flota de estos aviones, que han estado operando desde bases en el Medio Oriente, principalmente en Arabia Saudita.
La flota se ha ampliado con el tiempo, y aunque uno de los aviones fue perdido en un accidente en 2020, el programa ha continuado creciendo con la adquisición de más aeronaves para apoyar operaciones globales

## Diseño
El Bombardier E-11A está basado en el diseño del jet de negocios Bombardier Global Express, un avión conocido por su eficiencia en vuelos de largo alcance y alta velocidad, y que ha sido adaptado para cumplir con necesidades militares específicas. El diseño del E-11A combina las características aerodinámicas avanzadas del Global Express con modificaciones internas para albergar equipos de comunicaciones, como el Battlefield Airborne Communications Node (BACN). 

## Historia operacional
El E-11A está íntimamente ligado a las necesidades de la Fuerza Aérea de los Estados Unidos para mejorar las comunicaciones en entornos de guerra complejos, especialmente en Afganistán.

### Origen y primeras misiones
El E-11A entró en servicio con la Fuerza Aérea de los EE. UU. en 2008. Fue desarrollado como una respuesta a las dificultades de comunicación en los terrenos montañosos de Afganistán, donde la tecnología estándar de radio tenía problemas para transmitir y recibir señales debido a las barreras geográficas. El avión se convirtió en una plataforma aérea equipada con el sistema Battlefield Airborne Communications Node (BACN), diseñado para actuar como un nodo de retransmisión entre fuerzas en tierra y aire, conectando diferentes sistemas de comunicación que de otro modo serían incompatibles.

### Misiones clave en Afganistán
El E-11A ha sido vital en operaciones en Afganistán, donde las montañas dificultan la comunicación directa. Este avión ha permitido a las tropas estadounidenses y aliadas mantener una red de comunicaciones sólida incluso en los terrenos más difíciles. El sistema BACN a bordo del E-11A se convirtió en una pieza clave para conectar unidades en el terreno que de otra manera no podrían comunicarse entre sí. En este contexto, el avión ha sido apodado el "Wi-Fi en el cielo" debido a su capacidad para conectar sistemas de radio, satélites y otros medios de comunicación.

### Expansión y roles adicionales
La flota de E-11A ha crecido con el tiempo. Originalmente, solo había unos pocos aviones asignados a esta misión, pero su importancia estratégica ha llevado a la Fuerza Aérea a aumentar la cantidad de aeronaves con el sistema BACN. Operan principalmente desde bases en Oriente Medio, apoyando operaciones no solo en Afganistán, sino también en otras zonas de conflicto donde se requiere interoperabilidad de las comunicaciones.

## Variantes

### Bombardier Global Express BD-700-1A10 (versión civil)
El E-11A está basado en el Bombardier Global Express, un jet de negocios de largo alcance diseñado para el transporte de pasajeros en el mercado civil. Esta aeronave se distingue por su capacidad de volar largas distancias sin repostar y su cabina espaciosa.

### Global Express Sentinel R1
Una versión relacionada del Bombardier Global Express es el Sentinel R1, utilizado por la Royal Air Force. Aunque no es una variante directa del E-11A, el Sentinel R1 también está modificado para fines militares, pero se especializa en tareas de vigilancia y reconocimiento en lugar de actuar como un nodo de comunicaciones.

## Operadores
- Fuerza Aérea de los Estados Unidos (USAF): Principal operador del E-11A, utilizando estos aviones principalmente para misiones de comunicación y coordinación en entornos de combate.

Hasta el momento, el E-11A no tiene otros operadores militares reconocidos a nivel internacional, ya que ha sido desarrollado y utilizado exclusivamente por la USAF.

## Accidentes
El 27 de enero de 2020 en la provincia de Ghazni, Afganistán. Un E-11 que operaba como parte del sistema BACN para facilitar las comunicaciones en zonas de conflicto, se estrelló debido a una falla catastrófica en el motor izquierdo, lo que provocó la pérdida de control de la aeronave y el fallecimiento de los dos pilotos a bordo. El incidente redujo temporalmente la flota de E-11A a tres aviones.
Una investigación reveló que la combinación de la falla del motor y otros factores contribuyeron al accidente. No hubo evidencia de que el avión fuera derribado, descartándose la posibilidad de un ataque enemigo.

## Especificaciones (E-11A)

### Características generales
- Tripulación: 2 (piloto y co-piloto)
- Longitud: 30.2 metros (99 pies 5 pulgadas).
- Envergadura: 28.7 metros (94 pies).
- Altura: 7.8 metros (25 pies 6 pulgadas)

### Rendimiento
- Velocidad crucero (Vc): Mach 0.80 (alrededor de 850 km/h o 459 nudos) Mach 0.89
- Alcance: km
- Radio de acción: km
- Alcance en combate: km
- Alcance en ferry: km

## Aeronaves relacionadas
- Boeing E-3 Sentry
- Northrop Grumman E-8 Joint STARS